# Rådhuspladsen Station
Rådhuspladsen Station er en underjordisk station, der betjener den københavnske Metros Cityring. Rådhuspladsen Station ligger ikke overraskende på Rådhuspladsen, hvor HT-terminalen lå indtil marts 2010. Stationen er beliggende i takstzone 1 og åbnede d. 29. september 2019.

## Stationens udformning
Stationen er udformet med sorte keramiske plader, der skal referere til nattelivet på Rådhuspladsen.
Hovedtrappen er beliggende i den nordlige ende af pladsen ud mod Vester Voldgade, mens der er en bitrappe ud mod H.C. Andersens Boulevard. Midt på pladsen (omkring den gamle HT-terminal) er der en lund af træer.[kilde mangler]

## Arkæologiske udgravninger
Forud for byggeriet af stationen blev der foretaget arkæologiske udgravninger -Metroudgravningen i 2011/2012, af op til 30 arkæologer under udgravningsleder Hanna Dahlström. I forbindelse med udgravningen af kirkegården tilhørende Københavns formodede ældste kirke, Sankt Clemens i 2008 fandt man allerede her spor efter intensiv urban bebyggelse fra Danmarks tidlige middelalder (1000-1100 tallet). Arkæologernes hypotese tegner et billede af to magtcentre, hvoraf den ene, og mest tydelige, lå vest for Clemensstaden, hvor Rådhuspladsen i dag ligger. Disse udgravninger i det indre København har bidraget til ny viden om København som en egentlig handelsby op til 100 år før Biskop Absalon.